# Бабчорци
Бабчорци (на гръцки: Ποιμενικιώτες, Пименикиотес) са жителите на село Бабчор (Пименико), Гърция. Това е списък на най-известните от тях.

## Родени в Бабчор
А – Б – В – Г – Д –
Е – Ж – З – И – Й —
К – Л – М – Н – О —
П – Р – С – Т – У —
Ф – Х – Ц – Ч – Ш —
Щ – Ю – Я

### А
- Апостол Костовски, български революционер, деец на ВМОРО, четник в селската чета по време на Илинденско-Преображенското въстание, ранен на 19 август 1903 година в сражението в местността Кайнака[1][2]
- Атанас Пейков (1903 – 1971), гръцки и български интелектуалец, активист на Гръцката комунистическа партия (ГКП)
- Атанас Попниколов (1883 – ?), български ботаник, преподавател в Софийски университет
- Атанас Х. Симидчиев, български революционер от ВМОРО, четник на Христо Цветков[3]
- Атанас Янакиев (1893 – ?), македоно-одрински опълченец, Първа рота на Шеста охридска дружина, носител на орден „За храброст“ IV степен[4]
- Атанас Янакиев Марковски (1860 – след 1934), борец за църковна независимост и революционер от ВМОРО

### В
- Васил Шамановски, гръцки и български комунист
- Васил Цигулевски (? – 1947), гръцки комунист; роден в бедно семейство; въпреки че е женен и има малки деца се включва като доброволец в редовете на партизанското движение още през 1946 година; политкомисар; взема участие в овладяването на Невеска през 1947 година, където е тежко ранен и умира[5]

### Г
- Георги Гьоревски (Гюровски) (1883 – 1903), български революционер, четник от селската чета по време на Илинденско-Преображенското въстание, загива на 19 август 1903 година в сражението в местността Кайнака[1][2]
- Георги Доневски (1935 – 2011), председател на Сдружението на децата бежанци от Егейска Македония в Северна Македония
- Георги Консолов (? – 1949), гръцки комунист; доброволец в ДАГ в началото на 1947 година; командир на рота; участва в сраженията със своята рота при Вич, Лерин, Синик, Хасия, Каймакчалан, където през август 1949 година загива; двете му  деца са отведени като бежанци в Югославия[6]

### Д
- Димитър Наумов Димов – Чембера (1868 – 1931), български революционер

### З
- Зисо Попов (Живко Попов) (1882 – 1944), български революционер

### И
- Иван Трифонов (1893 – ?), български военен деец
- Иван Търпков Тодоров (? – 1903), български революционер, четник от селската чета по време на Илинденско-Преображенското въстание, загива на 19 август 1903 година в сражението в местността Кайнака[1][2]
- Илия Атанасов, македоно-одрински опълченец, Втора рота на Шеста охридска дружина, ранен през Междусъюзническата война на 18 юни 1913 година[7]

### К
- Кераца Вишина (1895 – ?), българска народна певица, емигрира в Свободна България, от нея проф. Николай Кауфман записва в 1955 година песен, изпълнявана в Костурско[8]
- Коле Манев (р. 1941), северномакедонски художник
- Коста Алексов (Лексов) (1878 – 1903), български революционер, четник от селската чета по време на Илинденско-Преображенското въстание, загива на 19 август 1903 година в сражението в местността Кайнака[1][2]
- Коста Танасов Манов (1914 – ?), член на ГКП от 1942 г., партизанин на ЕЛАС (1943 – 1944) в батальона на Гоце, отцепил се от ЕЛАС и прехвърлил се във Вардарска Македония, арестуван и затворен (1946 – 1947) войник на ДАГ (1948 – 1949), изпратен е в Румъния на лечение в 1949 г., в 1952 г. заминава за СССР, а в 1958 г. се установява в България, оставя спомени[9]
- Кузо Иванов (1877 – ?), български революционер, деец на ВМОРО[2]

### М
- Митре Хр. Джуров (Журнов) (1880 – 1903), български революционер, четник от селската чета по време на Илинденско-Преображенското въстание, загива на 19 август 1903 година в сражението в местността Кайнака[1][2]
- Митре Недин, български хайдутин, действал с чета в района на Бабчор през 1878 година.[10]
- Мара Динева Марковска (1897 – ?), българска народна певица, емигрира в Свободна България, от нея проф. Николай Кауфман записва в 1955 година песен, изпълнявана в Костурско[8]
- Михаил Шариновски-Солунски (1932 – 1999), македоно-австралийски общественик

### Н
- схимонах Натанаил, със светско име Наум Гъркинов (1900 – 1976), епитроп на Зографския манастир до смъртта си, борец за запазване на българщината в манастира
- Наум Илиев (Ναούμ Ηλιάδης), гръцки андартски деец, агент от ІІ ред, български дейци убиват сестра му Елена и брат му Димитър,[11] отговарял за координирането на действията на гръцките чети в Корещата[2]
- Никола Дамянов Консулов (1868 – 1903), български революционер, десетник в селската чета по време на Илинденско-Преображенското въстание, загива на 19 август 1903 година в сражението в местността Кайнака[1][2]
- Никола Иванов (1878 – 1903), български революционер, четник от селската чета по време на Илинденско-Преображенското въстание, загива на 19 август 1903 година в сражението в местността Кайнака[1][2]
- Никола Марковски (1883 – 1966), български революционер
- Никола Филипов (1869 – ?), македоно-одрински опълченец, Продоволствен транспорт на МОО[12]
- Нумо (Нуме) Димев Христов (1878 – 1903), български революционер, четник от селската чета по време на Илинденско-Преображенското въстание, загива на 19 август 1903 година в сражението в местността Кайнака[1][2]

### П
- Пандо Кондов (Къндов) (1873 – 1903), български революционер, четник от селската чета по време на Илинденско-Преображенското въстание, загива на 19 август 1903 година в сражението в местността Кайнака[1][2]

### Т
- Танас Манов (? – 12 септември 1948), войник на ДАГ, загинал в сражението на Дъмбенската планина[13]

### Х
- Христо Цигулов, деец на българската емиграция в Австралия, основал през 20-те години на ХХ век заедно с Пеню Сетомчето Македонския дом в Пърт.[14]

### Ц
- Цвета Боршова (1887 – ?), българска народна певица, емигрира в Свободна България, от нея проф. Николай Кауфман записва в 1955 година песен, изпълнявана в Костурско[8]

### Я
- поп Янаки Марковски (? – 1912), борец за църковна независимост, в 1892 година благодарение на Янаки и сина му Атанас Марковски в Бабчор се отварят българско училище, църква и действа църковно-училищна управа
- Янаки Пеов Попилиев (Попилиов) (1883 – 1903), български революционер, четник от селската чета по време на Илинденско-Преображенското въстание, загива на 19 август 1903 година в сражението в местността Кайнака[1][2]

## Починали в Бабчор
- Коста Качаунов (? – 1944), български революционер, войвода на „Охрана“

## Други
- Атанас Кърлевски (р. 30 юли 1956, Ташкент), северномакедонски писател, по произход от Бабчор
- Кица Колбе (р. 1951), северномакедонска писателка, по произход от Бабчор